# Canon Yaoundé
Canon Sportif de Yaoundé is een Kameroense voetbalclub uit de hoofdstad Yaoundé. De club werd opgericht in 1930. De club is erg succesvol en kon al vier continentale trofeeën veroveren. De beker der bekerwinnaars werd één keer gewonnen maar de club haalde ook nog drie keer de finale (1976, 1984, 2000)

## Erelijst
- Première Division: 1970, 1974, 1979, 1980, 1982, 1985, 1986, 1991, 2002
- Cameroon Cup/Coupe du Cameroun: 1967, 1973, 1975, 1976, 1977, 1978, 1983, 1986, 1993, 1995, 1999
- African Champions' Cup: 1971, 1978, 1980
- African Cup Winners' Cup: 1979

## Bekende ex-spelers
- Théophile Abega
- Marc-Vivien Foé
- Raymond Kalla
- Albert Meyong
- Thomas N'Kono
- François Omam-Biyik
- Pierre Wome

Aigle Royal Menoua ·
APEJES Academy ·
Bamboutos FC ·
Canon Yaoundé ·
Cotonsport Garoua · 
CS Dja et Lobo · 
Dragon Yaoundé · 
Eding Sport · 
Feutcheu FC ·
Les Astres FC ·
Lion Blessé ·
New Star Douala ·
Racing FC Bafoussam ·
Stade Renard de Melong · 
Union Douala ·
Unisport Bafang ·
UMS de Loum ·
Young Sport Academy Bamenda